# Prix Brizard
Pour les articles homonymes, voir Brizard.
Le prix Brizard est un prix annuel décerné par l'Académie des beaux-arts française.

## Histoire
Créé en 1888 par une dotation, le prix a une donation de 3 000 frs et est remis à l'auteur d'un tableau à l'huile admis à l'Exposition des Beaux-Arts de Paris, et représentant, la première année, un paysage, avec ou sans figure et la seconde, une marine. Selon le testateur, le prix doit récompenser un peintre français ou naturalisé français n'ayant pas plus de 28 ans et qui n'a pas reçu de prix supérieur à une médaille de 3e classe.

## Lauréats
- 1888 : René Veillon pour Bord de Sarthe à Saint-Cénéri-le-Gérei
- 1889 : Henri Gaston Darien pour La Pêche aux guideaux à Villerville
- 1890 : Albert Rigolot pour Fin juillet et Matinée de septembre dans la vallée de Chevreuse
- 1891 : Raymond Moisson pour La Rentrée des tartanes et Tartanes désemparées
- 1892 : Georges Jules Moteley pour Parc abandonné et Vieux lavoir à Clécy (Normandie)
- 1893 : Henri Rudaux (1) pour L'Escadre du Nord
- 1894 : Amédée Buffet pour Soir d'été
- 1895 : non décerné (insuffisance)
- 1896 : René Thiry pour Retour de labour et Matin de septembre
- 1897 : Henri Rudaux (2) pour Arrivée de S.M. l'empereur de Russie à Paris et En escadre, et Many Benner pour Souvenir de Bretagne
- 1898 : René Charles Edmond His pour En Aiglard
- 1899 : Jacques Camoreyt pour Marine
- 1900 : Julien Lanet pour Premiers soirs d'automne
- 1901 : Félix Planquette pour Effet de soir sur le golfe de Gascogne
- 1902 : Valentine Pèpe pour Soir de septembre et Le Matin à Escalles
- 1903 : Jacques Roger Simon pour Un Lendemain de Tempête au Port du Lude
- 1904 : Jeanne Langevin-Godeby pour L'Automne à Versailles
- 1905 : Henri Marret pour La Rade de Tanger
- 1906 : Louis Agricol Montagné pour Avignon au soleil couchant
- 1907 : Jean-Alphonse Stival pour Petit port des pécheurs à Saint-Tropez
- 1908 : Louis Prat pour Sortie de vêpres
- 1909 : non décerné (insuffisance)
- 1910 : Lucien-Marie Pillot pour Au bord de l'abime
- 1911 : non décerné (insuffisance)
- 1912 : Llano-Florez (1) pour Côtes de Provence, Jeanne Thil pour Tramp-Steamers et Grégoire Nicolas Finez pour Retour des champs
- 1913 : Édouard-Marcel Charrière pour Le Quai des Saints-Pères
- 1914 : Marcelle Noyon pour En route pour la Chaumière
- 1915-1919 : ?
- 1920 : André Lagrange (marine), Llano-Florez (2) et Jean Julien (paysages)
- 1921 : non décerné
- 1922 : René Jaudon pour Le Pont sur la Colagne
- 1923 : Mlle Leleu et Maurice Léonard (1)
- 1924 : Maurice Léonard (2) et Paul Bret
- 1925 : non décerné
- 1926 : Paul Bazé pour Retour de vendange
- 1927 : Yves Brayer pour La plage de Juan-les-Pins
- 1928 : Marcelle Challiol pour Le chevet de Notre-Dame
- 1929 : non décerné
- 1930 : non décerné
- 1931 : Jacques Derrey pour Paysage des Pyrénées
- 1932 : Suzanne Rey de Jaegher pour La rade de Morlaix vue de Samson et Vue d'Anost, et Émile  Borrel pour Paysage piémontais
- 1933 : Édouard Georges Mac-Avoy pour Rouen (vue du château de Canteleu) et M. Rigaud pour Femmes corses
- 1934 : Simone Lorimy-Delarozière pour Jésus et le jeune homme riche, et Pierre Valade pour Les Hâleurs
- 1935 : non décerné
- 1936 : Marie-Thérèse Spitz pour La moisson, et Adeline Neveux pour La Maine
- 1937 : Henriette Le Pesqueux pour La Seine à Courbevoie
- 1938 : Alexandra Carot pour Le vieux pommier, et Maurice Persyn pour Mars
- 1939 : Renée Carpentier-Wintz
- 1940 : ?
- 1941 : Jean Brouant pour Myconos (Grèce), paysage
- 1942 : Stéphane Magnard pour Fin d'automne
- 1943 : Josette-Marie Raynal pour Paysage
- 1944 : Georges-Marcel Pichon
- 1957 : Colette Bourdaraud et Lucien Mandosse
- 1960 : Édith Lesenne et François Ristori
- 1962 : Jacques Henri Iselin
- 1988 : Nathalie Gobin
- 1990 : Jean-Marc Idir
- 2002 : Georges Faget Bénard
- 2010 : Olivier Terral